# Orla Comerford
Orla Comerford, née le 14 septembre 1997 à Dublin, est une athlète handisport irlandaise spécialiste du sprint concourant en T13 pour les athlètes ayant une déficience visuelle.

## Carrière
Orla Comerford est atteinte de la maladie de Stargardt qui affecte sa vision centrale, un diagnostic posé lorsqu'elle était en 5e  année. Elle débute l'athlétisme à l'âge de six ans au Raheny Shamrocks. Elle détient un diplôme en art du National College of Art and Design et travaille à mi-temps au Musée irlandais d'Art moderne.
Elle fait ses débuts paralympiques à 18 ans lors des Jeux de 2016 où elle termine 8e de la finale du 100 m T13. L'année suivante, elle termine 6e du 100 m T13 aux Mondiaux 2017. Peu avant les Jeux paralympiques d'été de 2020, son entraîneur tombe malade et finit par décéder pendant les Jeux.
Aux Championnats nationaux d'Irlande, elle brise la barrière des 12 secondes pour la première de sa carrière en courant le 100 m en 11 s 90. Lors des Jeux de 2024, Comerford remporte la médaille de bronze du 100 m T13 elle coure en moins de 12 secondes pour la deuxième fois de sa carrière en 11 s 94,. Elle sert en tant que porte-drapeau lors de la cérémonie d'ouverture.